# Don Casmurro
Don Casmurro (portugués: Dom Casmurro) es una novela del escritor brasileño Joaquim Maria Machado de Assis que se publicó por primera vez en Brasil en 1899. Al igual que Memorias póstumas de Blas Cubas y Quincas Borba— ambas novelas de Machado de Assis—, es considerada una obra maestra de la literatura realista. Está escrito como una memoria ficticia por un marido celoso y desconfiado. El narrador, sin embargo, no es fiable, pues la historia es una comedia oscura. El crítico brasileño Afrânio Coutinho considera a Dom Casmurro «una verdadera obra maestra brasileña, y tal vez la mayor pieza representativa de literatura brasileña» y «uno de los mejores libros jamás escritos en lengua portuguesa, si no el mejor hasta la fecha». El autor es considerado un maestro de la literatura brasileña con un estilo único de realismo.
Su protagonista es Bento Santiago, el narrador de la historia que, contada en primera persona, pretende «unir los dos extremos de la vida», en otras palabras, unir historias desde su juventud hasta los días en que está escribiendo el libro. Entre estos dos momentos, Bento escribe sobre sus reminiscencias juveniles, su vida en el seminario, su romance con Capitu y los celos que surgen de esta relación, que se convierte en la trama principal de la historia. Ambientada en Río de Janeiro durante el Segundo Reinado, la novela comienza con un episodio reciente en el que el narrador es apodado «Dom Casmurro», de ahí el título de la novela. Machado de Assis la escribió utilizando recursos literarios como la ironía o la intertextualidad, haciendo referencias a Schopenhauer y, sobre todo, al Otelo de Shakespeare. A lo largo de los años, Dom Casmurro ha sido objeto de numerosos estudios, adaptaciones a otros medios e interpretaciones en todo el mundo, desde la crítica literaria psicológica y psicoanalítica en los años 1930 y 1940, pasando por la crítica literaria feminista en los años 1970, hasta la sociológica en los años 1980 y más allá, con sus temas sobre los celos, la ambigüedad de Capitu, un retrato moral de la época y el carácter del narrador. Considerada como precursora del modernismo y de ideas escritas posteriormente por el padre del psicoanálisis Sigmund Freud,: 144    el libro influyó en escritores como John Barth, Graciliano Ramos o Dalton Trevisan, y algunos lo consideran la obra maestra de Machado, a la par de las Memorias póstumas de Brás Cubas.: 6   Dom Casmurro ha sido traducida a varios idiomas y sigue siendo uno de sus libros más famosos y se considera una de las obras más fundamentales de toda la literatura brasileña.: 7 
La obra fue traducida al castellano por Natalicio González (futuro presidente de Paraguay) en 1945 con el título Don Casmurro: tres cuentos (ed. W. M. Jackson). Otra traducción, Don Casmurro, fue publicada en 2014.

## Trama
Dom Casmurro es la historia de Bento Santiago, quien, en sus últimos años, relata su vida y su matrimonio con Capitú, centrándose en su creciente sospecha de que ella tuvo un romance con su mejor amigo, Escobar. La narración se desarrolla mientras Bento intenta reconciliar sus recuerdos, en particular sus intensos celos, que lo llevan a creer que su hijo, Ezequiel, es en realidad hijo de Escobar. La novela está contada desde la perspectiva subjetiva y potencialmente poco confiable de Bento, lo que deja al lector cuestionando la verdadera naturaleza de las acciones de Capitú y la validez de las acusaciones de Bento.

Aunque los diccionarios portugueses de la época de la impresión de Dom Casmurro definían la palabra 'casmurro' como «obstinado y testarudo», hoy la definición se ha ampliado para incluir la que Bento prefiere: «una persona tranquila que se mantiene reservada».

## Temas principales
Machado de Assis estaba fascinado con el tema de los celos, y muchas de sus novelas se basan en esta intriga. Uno de sus más populares, Dom Casmurro, es todavía ampliamente leído en las escuelas brasileñas. El volumen refleja la vida de Machado de Assis como traductor de Shakespeare, y también su influencia desde el realismo francés, especialmente Honoré de Balzac, Gustave Flaubert y Émile Zola. En la novela, que también se refiere a Mucho ruido y pocas nueces, Las alegres comadres de Windsor, Hamlet, Romeo y Julieta, y lo que es más importante, Othello. 
En este sentido, Machado de Assis muestra una versión diferente de la clásica de un adulterio: la historia se narra a través de los ojos de Bento (Bentinho), el marido traicionado. A lo largo de la historia, el personaje narra la traición de su amada Capitú (Capitolina, en alusión al imperio romano), una versión de Desdémona, quien, según él, le engañó con su mejor amigo, de dar a luz a un hijo que sólo más tarde se descubrió que no es suyo. Sin embargo, los hechos que muestra como prueba son muy endebles, y podría fácilmente ser interpretada como paranoia. Podría ser todo en su imaginación, aunque el narrador no considera que se trata de una opción. Es un cuento con un narrador poco fiable, por lo que el lector nunca tiene una respuesta directa a si Capitú le engaña o no, y el resultado es con todo uno de los más importantes en la literatura brasileña, según los críticos. 

## Adaptaciones
Una adaptación cinematográfica de Dom Casmurro fue escriao por Lygia Fagundes Telles y su marido, Paulo Emilio Salles Gomes, en 1969. Se llama Capitú (en honor al personaje femenino de Dom Casmurro). 